# 8100 Nobeyama
A 8100 Nobeyama (ideiglenes jelöléssel 1993 XF) a Naprendszer kisbolygóövében található aszteroida. M. Hirasawa és S. Suzuki fedezte fel 1993. december 4-én.